# Новоданиловка (Кировоградская область)
Новоданиловка (укр. Новоданилівка) — село в Долинской городской общине Кропивницкого района Кировоградской области Украины.
До 2020 года входило в состав Долинского района
Население по переписи 2001 года составляло 34 человека. Почтовый индекс — 28545. Телефонный код — 5234. Занимает площадь 0,219 км². Код КОАТУУ — 3521980708.